# Gazzosa

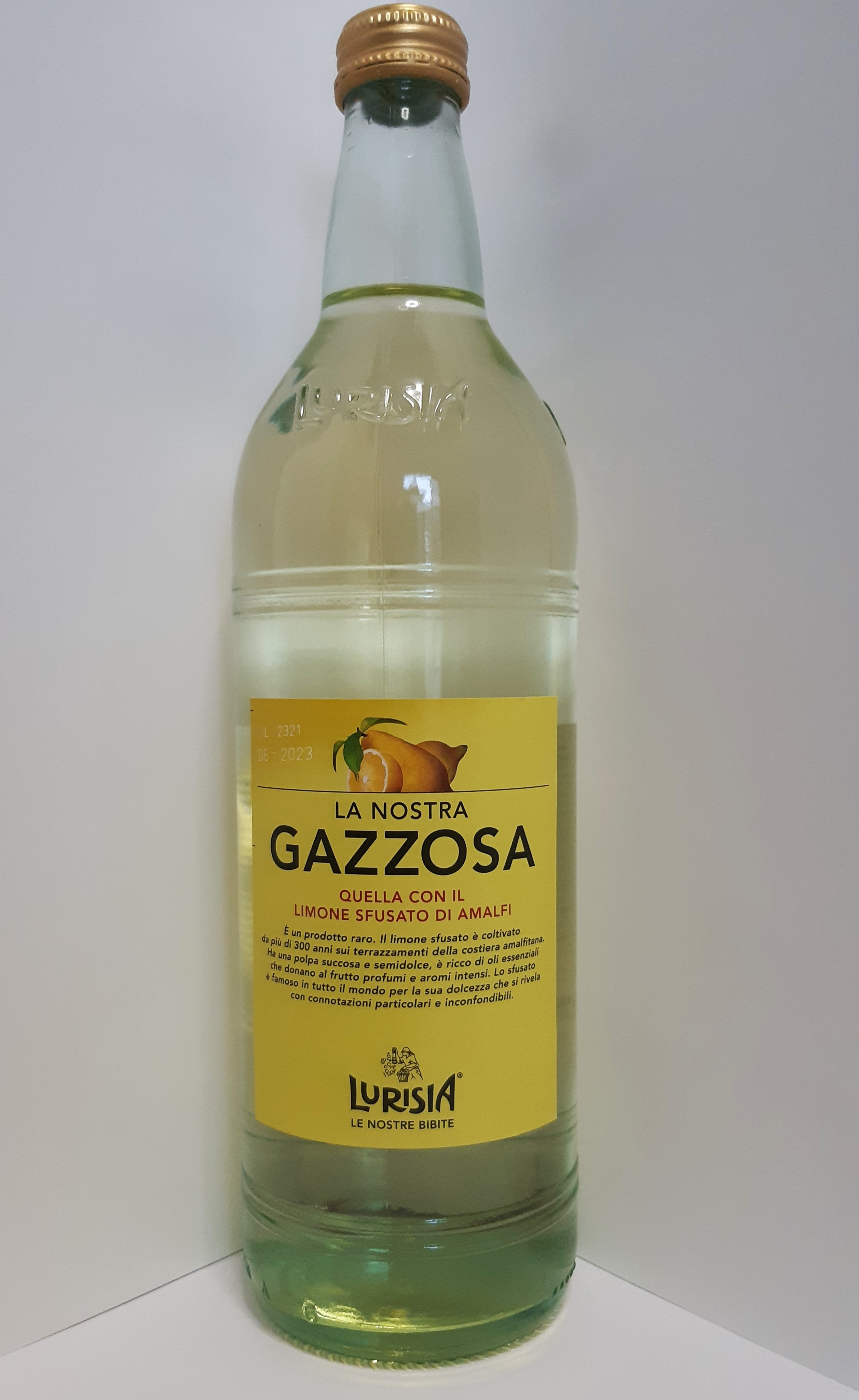
Una gazzosa Lurisia

La gazzosa o gazosa (talvolta gassosa o gasosa) è una bevanda incolore, analcolica, edulcorata ed effervescente. È considerata uno dei classici soft drink.

## Storia
Fu inventata nel 1833 da Francesco Botto.

## Descrizione
Prodotta industrialmente, la gazzosa era e può essere preparata artigianalmente secondo varie ricette che differiscono a seconda del produttore. Se prodotta con il metodo tradizionale, è grazie a un processo di fermentazione al sole del liquido racchiuso nelle apposite bottiglie da gazzosa, che la bevanda acquisisce le caratteristiche "bollicine" di anidride carbonica.
Si tratta grossomodo di una bevanda a base di acqua, zucchero o dolcificanti artificiali e acido citrico (limone), simile alle più celebri bevande gassate al limone del mercato mondiale, ma di solito meno dolce e meno effervescente.

## Tipi
Esistono varianti dai sapori diversi, tra cui le più conosciute sono quella al mandarino (di colore arancione), quelle calabresi al caffè (di colore scuro), quella al lampone (di colore rosa) o quella all'anice (Sambusoda) messinese.
Mescolata alla birra forma la Panaché, bevanda molto conosciuta in Francia e Svizzera.